# Henri-Frédéric Simon
 (octobre 2009).
Henri-Frédéric Simon, né le 30 octobre 1861 à Dieppe, et mort le 8 septembre 1935 à Versailles, est un avocat et un homme politique français.

## Éléments biographiques
Études au lycée Hoche[réf. nécessaire]
- Avocat au barreau de Versailles en 1886
- Bâtonnier de l’Ordre de 1906 à 1908
- Président de la Conférence des bâtonniers de 1908 à 1918

## Mandats électifs
- Conseiller municipal de Versailles de 1892 à 1900
- Maire-adjoint de Versailles de 1900 à 1913
- Maire de Versailles de 1913 à 1919

## Divers
Membre de l'Académie des sciences morales, des lettres et des arts de Versailles dont il fut le président en 1896 et 1902